# Rudolf Prietze

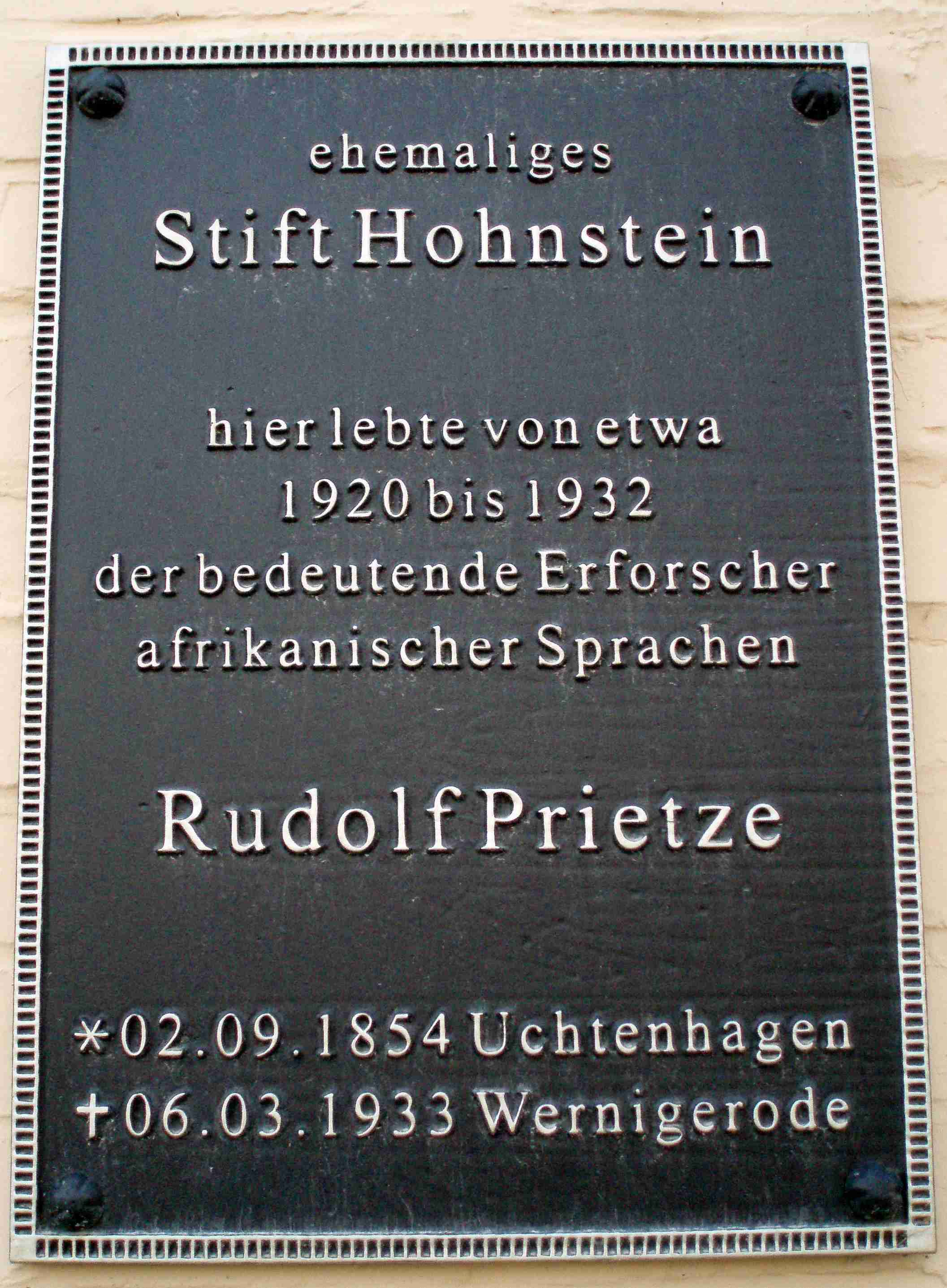
Gedenktafel für Prietze

Rudolf Prietze (* 2. September 1854 in Uchtenhagen, Altmark; † 6. März 1933 in Wernigerode) war ein deutscher Sprachforscher. Er widmete sich der Erforschung afrikanischer Sprachen, insbesondere des Hausa.

## Leben
Rudolf Prietzes Mutter war Marie Luise Nachtigal, die Schwester des Afrikaforschers Gustav Nachtigal.
Rudolf Prietze studierte an der Friedrich-Alexander-Universität Erlangen und wurde 1876 im Corps Franconia (III) Erlangen aktiv. Er promovierte zum Dr. phil. Mit den anderen Alten Herren seines Corps trat er 1894 zur rekonstituierten Rhenania (II) Erlangen über. Um 1910 lebte er in Berlin.
Nach der Rückkehr aus Afrika war Prietze Lehrer an der Deutschen Kolonialschule für Landwirtschaft, Handel und Gewerbe in Witzenhausen. Seinen Lebensabend verbrachte er im Stift Hohnstein im Wernigeroder Stadtteil Hasserode am Harz. Im Kreise von Fachkollegen feierte er dort 1924 seinen 70. Geburtstag.

## Schriften
- Beiträge zur Erforschung von Sprache und Volksgeist in der Togo-Kolonie (Anecho). In: Zeitschrift für afrikanische und oceanische Sprachen, Jg. 3 (1897), S. 17–64.
- Zwei Haussa-Texte. In: Zeitschrift für afrikanische und orientalische Sprachen, Jg. 3 (1897), S. 140–156.
- Haussa-Sprichwörter und Haussa-Lieder. Max Schmersow, Kirchhain in der Niederlausitz 1904.
- Tiermärchen der Haussa. In: Zeitschrift für Ethnologie, Jg. 39 (1907), S. 916–939.
- Die spezifischen Verstärkungs-Adverbien im Haussa und Kanuri. In: Mitteilungen des Seminars für Orientalische Sprachen an der Königlichen Friedrich-Wilhelms-Universität zu Berlin, Jg. 11 (1908), S. 307–317.
- Pflanze und Tier im Volksmunde des mittleren Sudan. In: Zeitschrift für Ethnologie, Jg. 43 (1911), S. 865–914.
- Bornulieder. In: Mitteilungen des Seminars für Orientalische Sprachen an der Königlichen Friedrich-Wilhelms-Universität zu Berlin, Jg. 17 (1914), S. 1–127.
- Bornusprichwörter. In: Mitteilungen des Seminars für Orientalische Sprachen an der Königlichen Friedrich-Wilhelms-Universität zu Berlin, Jg. 18 (1915), S. 1–88.
- Lieder fahrender Haussa-Schüler. In: Mitteilungen des Seminars für Orientalische Sprachen an der Königlichen Friedrich-Wilhelms-Universität zu Berlin, Jg. 19 (1916), S. 1–115.
- Haussa-Sänger, mit Übersetzung und Erklärung. In: Nachrichten von der Gesellschaft der Wissenschaften zu Göttingen, Philologisch-Historische Klasse, Jg. 4 (1916), S. 552–604.
- Gesungene Predigten eines fahrenden Haussalehrers. In: Mitteilungen des Seminars für Orientalische Sprachen an der Königlichen Friedrich-Wilhelms-Universität zu Berlin, Jg. 20 (1917), S. 1–60.
- Landwirtschaftliche Haussa-Lieder. In: Eduard Hahn, Hugo Mötefindt (Red.): Festschrift Eduard Hahn zum LX. Geburtstag. Dargebracht von Freunden und Schülern. Strecker & Schröder, Stuttgart 1917, S. 167–189.
- Haussa-Preislieder auf Parias. In: Mitteilungen des Seminars für Orientalische Sprachen an der Königlichen Friedrich-Wilhelms-Universität zu Berlin, Jg. 21 (1918), S. 1–53.
- Ein Vermächtnis Barths und Nachtigals. In: Zeitschrift der Gesellschaft für Erdkunde zu Berlin, Jg. 53 (1918), S. 213–245.
- Der Besuch des deutschen Kaisers 1898 in Jerusalem. Nach dem von einem Augenzeugen, dem Haussa-Pilger Achmed, aufgeschriebenen und erläuterten Bericht. In: Mitteilungen des Seminars für Orientalische Sprachen an der Königlichen Friedrich-Wilhelms-Universität zu Berlin, Jg. 29 (1926), S. 99–134.
- Die Mädchen von Gaia. Ein mittelafrikanisches Sittenbild. In: Mitteilungen des Seminars für Orientalische Sprachen an der Königlichen Friedrich-Wilhelms-Universität zu Berlin, Jg. 29 (1926), S. 135–190.
- Lieder des Haussavolkes. In: Mitteilungen des Seminars für Orientalische Sprachen an der Königlichen Friedrich-Wilhelms-Universität zu Berlin, Jg. 30 (1927), S. 5–172.
- Bornu-Texte. In: Mitteilungen des Seminars für Orientalische Sprachen an der Königlichen Friedrich-Wilhelms-Universität zu Berlin, Jg. 33 (1930), S. 82–159.
- Dichtung der Haussa. In: Journal of the International African Institute, Jg. 4. (1931), Heft 1, S. 86–95.

## Ehrungen
Am ehemaligen Stift Hohnstein in Wernigerode, Freiheit 1, wurde 2004 eine Gedenktafel angebracht.